# Muchacha italiana viene a casarse (telenovela de 1971)
Muchacha italiana viene a casarse es una telenovela mexicana producida y dirigida por Ernesto Alonso para Telesistema Mexicano (hoy Televisa) en 1971, la cual es una adaptación de la telenovela argentina del mismo nombre producida, interpretada y emitida en 1969.
Con una historia original de Delia González Márquez y adaptación de Fernanda Villeli y Marissa Garrido, la telenovela cuenta la historia de una muchacha napolitana que llega a México y se dispone encontrar un marido rico. Fue la primera telenovela en mezclar el melodrama con un tono cómico, mismo que le fue agregado por Fernanda Villeli.
Protagonizada por Angélica María y Ricardo Blume, marcando el debut en televisión de Lucía Méndez.

## Argumento
Valeria y Gianna Donatti vivían felices en Nápoles con su padre, hasta que este enferma y muere repentinamente, entonces las hermanas deben viajar a la Ciudad de México para encontrarse con Vittorio Maglione el prometido de Valeria, Vittorio y Valeria nunca se han visto ya que su matrimonio fue arreglado por sus padres; por lo que al llegar Valeria y Gianna no reconocen a Vittorio y este, cansado de esperar, se marcha creyendo que no llegaron.
Valeria y Gianna se extravían en la Ciudad, ahí les roban y se quedan prácticamente en la calle, al caer la noche el conserje de un complejo de lujosos departamentos les da alojo en su cuarto, Valeria por fin da con Vittorio, pero para su decepción resulta ser un anciano y Valeria decide no casarse con él y para sobrevivir busca trabajo limpiando los departamentos. Así se hace amiga de Silvia. Gianna cae enferma y el médico dice a Valeria que necesita un tratamiento muy costoso. Mientras tanto Silvia se suicida, y deja en poder de Valeria una carta.
Valeria lee la carta y decide usarla en contra de Juan Francisco de Castro para chantajearlo y hacer que se case con ella para pagar el tratamiento de su hermana, pues Juan Francisco fue el amante de Silvia, misma que lo señala como responsable de su suicidio. Antes de llegar a la vida de Juan Francisco, Valeria encuentra trabajo en casa de un matrimonio de muy buenas personas, Vicente y Teresa, quienes se vuelven amigos de Valeria y la recomiendan en casa de los Castro.
Una vez trabajando en casa de Juan Francisco, Valeria lleva a cabo su plan y así mismo descubre la oposición y la enemistad de la abuela Mercedes hasta que un día Valeria va en el taxi tiene un accidente, después de lo ocurrido Valeria conoce al tío Eduardo y la esposa de este, además de Elena y Joseph el siniestro mayordomo de la mansión que sabe todos los secretos de la vieja Mercedes y se convierte en ayudante de la misma en la tarea de sacar a Valeria de sus vidas, Dulce la cocinera se convierte en el principal apoyo de Valeria además de Fanny, una amiga de la familia que descubre que Valeria es el fruto de una amor que tuvo cuando estuvo interna en un colegio en Nápoles. Mientras Juan Francisco vive resentido hacia Valeria por el chantaje, descubre poco a poco que Valeria es el amor de su vida. Lo mismo sucede con Valeria, quien deja de ver a Juan Francisco como un extraño y va enamorándose realmente de él.

## Elenco
- Angélica María - Valeria Donatti
- Ricardo Blume - Juan Francisco de Castro
- Isabela Corona - María Mercedes de Castro
- Chela Castro - Fanny Iglesias del Campo
- Miguel Manzano - Vicente
- Nelly Meden - Analia de Castro
- Aarón Hernán - Patricio de Castro
- Sylvia Pasquel - Gianna Donatti
- Rafael Banquells - Joseph
- Hortensia Santoveña - Teresa #1
- Alicia Montoya - Teresa #2
- María Rubio - Elena Harrington
- Socorro Avelar - Dulce
- Eduardo Alcaraz - Vittorio Maglione
- Héctor Gómez - Eduardo
- Javier Ruán - Héctor
- Magda Guzmán - Analia
- Lucía Méndez - Raquel
- Daniela Rosen - Cecilia
- César del Campo - Ricardo
- Martha Zavaleta - Carmen
- Alfonso Meza
- Héctor Flores - Chato
- Susana Dosamantes
- Ernesto Gómez Cruz - Humberto
- José Antonio Ferral - Jaime
- Atilio Marinelli - Príncipe Andrés de Orsini
- Joaquín Arizpe - Pedro
- Ignacio Rubiel - Nacho
- Raymundo Capetillo
- Cristina Moreno - Silvia
- Héctor Sáez - Luis Alberto

## Producción
- Historia original: Delia González Márquez
- Adaptación: Miguel Sabido y Carlos Lozano Dana / Fernanda Villeli, Marissa Garrido, Luis Reyes de la Maza
- Temas de la telenovela: "A dónde va nuestro amor", "Lo que sabemos del amor"
- Autor: Eduardo Magallanes
- Intérprete: Angélica María
- Dirección: Ernesto Alonso, Alfredo Saldaña
- Producción: Ernesto Alonso

## Tema musical
El productor Ernesto Alonso tenía ya preparado el tema que sería grabado como tema musical de la telenovela, pero fue por sugerencia de la misma Angélica María que decidió utilizar dos de los temas que iban incluidos en el álbum A donde va nuestro amor de la misma Angélica, éstos fueron A donde va nuestro amor y Lo que sabemos del amor ambos temas compuestos por Eduardo Magallanes.

## Versiones
- Telenovela Muchacha italiana viene a casarse, producida por Canal 13 (Argentina, 1969–1972), dirigida por Miguel Larrarte y Carlos Escalada. Protagonizada por Alejandra Da Passano y Rodolfo Ranni.
- Telenovela Esa Provinciana, producida por Canal 9 (Argentina, 1983), dirigida por Eliseo Nalli y protagonizada por Camila Perisé y Juan José Camero.
- Telenovela Victoria producida por Televisa (México, 1987), de la mano de Ernesto Alonso y protagonizada por Victoria Ruffo y Juan Ferrara.
- Telenovela Muchacha italiana viene a casarse producida por Televisa (México, 2014), de la mano de Pedro Damián y protagonizada por Livia Brito y José Ron.